# Afonso de Albuquerque
Afonso de Albuquerque, španělsky Alfonso de Albuquerque, zvaný Alfonso Veliký (1453 Alhandra u Lisabonu – 16. prosince 1515 pobřeží u Velha Goa, Indie) byl portugalský mořeplavec, conquistador a politik, později druhý guvernér Portugalské Indie. Dobyl Hormuz (1507, podruhé 1515), Gou (1510) a Malaku (1511), tím upevnil portugalskou koloniální hegemonii v Indickém oceánu.
Narodil se v přední portugalské šlechtické rodině. Byl vychován na dvoře krále Alfonsa V. Poté sloužil celkem deset let v severní Africe, zejména v Maroku, kde se mj. zúčastnil dobytí Tanžíru (1471).

## Dobývání v Indickém oceánu
Jeho jméno je spojováno s portugalskými výboji na východě, kde se jednalo o ovládnutí lukrativního obchodu s kořením, kontrolovaného dosud arabskými překupníky. Po relativně neúspěšné výpravě do Indie, kterou roku 1500 podnikl Pedro Álvares Cabral (utrpěl porážku u Kalikatu) se sám v roce 1502 účastnil druhé výpravy Vasco da Gamy do Indie, kde roku 1503 na kočínském pobřeží, které dobyl, založil první portugalskou pevnost v Asii a obchodní základnu v osadě Quilon, poté se vrátil s bohatou kořistí do Lisabonu. Při další výpravě do Indie, které velel Tristão da Cunha se v roce 1506 s části loďstva odpojil od jeho výpravy a cestou opevnil ostrov Sokotra na východním africkém pobřeží s úmyslem blokovat výjezd z Rudého moře a tím i arabský obchod s Indií. V roce 1507 obsadil a dobyl Hormuz v ústí Perského zálivu. Roku 1508 přistál v Indii, kde měl vystřídat jako guvernér Francisco de Almeidu (aniž by jako on nesl titul místokrále). Do úřadu však mohl nastoupit až v roce 1509, protože nedůvěřivý Almeida ho napřed vzal do zajetí. K jeho prvním významným činům patřilo dobytí Goi v březnu a listopadu 1510, která byla do té doby ovládána muslimskými vládci. Po tomto vítězství byla portugalská vláda v Indii hinduistickými panovníky všeobecně uznána. Rozhodl se v Goi vybudovat námořní základnu, hlavní město se sídlem guvernéra, středisko obchodu s kořením a také dovozem koní z Persie pro vládce okolních indických států.
Další výpravy podnikl do Malajsie, kde mezi červencem a srpnem 1511 dobyl Malaku. Roku 1513 plul do Rudého moře, kde jako první Evropan projel úžinou Bab-al-Mandab, ztroskotal však při pokusu dobyt Aden. O dva roky později obsadil podruhé Hormuz, který byl opevněn a stal se až do roku 1622 jednou z hlavních portugalských základen v Asii. Během návratu do Indie se dověděl o svém sesazení z úřadu guvernéra. Zemřel 16. prosince 1515 na lodi při pobřeží nedaleko města Velha Goa.
Jeho význam pro portugalskou koloniální říši spočívá v jeho přesvědčení, že toto rozsáhlé území nelze bránit a udržet jen pomocí opevněných základen. Vsadil na flexibilní námořní flotilu, jež by byla schopna postavit se během krátké doby protivníkům kdekoliv v Indickém oceánu.

## Dílo
- Cartas de Dom A. d'A. Lisabon 1884.